# Distribuição de probabilidade conjunta
No estudo de probabilidade, dado ao menos duas variáveis aleatórias X, Y, ..., que são definidas em um espaço de probabilidade, a distribuição de probabilidade conjunta para X, Y, ... é a distribuição de probabilidade que dá a probabilidade de X, Y, ... caindo em qualquer faixa específica ou conjunto discreto de valores especificados para essa variável. No caso de apenas duas variáveis aleatórias, isto é chamado de distribuição bivariada, mas o conceito se generaliza para qualquer número de variáveis aleatórias, sendo uma distribuição multivariada.
A distribuição de probabilidade conjunta pode ser expressa tanto em termos de um conjunto de função distribuição acumulada como em termos de um conjunto de função densidade (no caso de variáveis contínuas) ou conjuntos de função massa de probabilidade (no caso de variáveis discretas). Estes, por sua vez, podem ser usados para encontrar outros dois tipos de distribuição: a distribuição marginal dando as probabilidades de qualquer uma das variáveis, sem referência a quaisquer intervalos específicos de valores para as demais variáveis, e a distribuição de probabilidade condicional dando as probabilidades para qualquer subconjunto de variáveis condicionais em valores específicos das demais variáveis.

## Exemplo
Considere o lançamento de um dado e faça A = 1 se o número for par (i.e. 2, 4, ou 6), caso contrário A = 0. Além disso, faça B = 1 se o número é primo (i.e. 2, 3, ou 5), caso contrário B = 0.
|   | 1 | 2 | 3 | 4 | 5 | 6 |
| - | - | - | - | - | - | - |
| A | 0 | 1 | 0 | 1 | 0 | 1 |
| B | 0 | 1 | 1 | 0 | 1 | 0 |

Então, a distribuição conjunta de A e B, expressa como uma função densidade de probabilidade, é
{\displaystyle \mathrm {P} (A=0,B=0)=P\{1\}={\frac {1}{6}},\;\mathrm {P} (A=1,B=0)=P\{4,6\}={\frac {2}{6}},}
{\displaystyle \mathrm {P} (A=0,B=1)=P\{3,5\}={\frac {2}{6}},\;\mathrm {P} (A=1,B=1)=P\{2\}={\frac {1}{6}}.}
Estas probabilidades necessariamente somam 1, uma vez que a probabilidade de uma combinação de A e B ocorrendo é 1.

## Distribuições importantes
Distribuições conjuntas que surgem frequentemente em estatísticas incluem a distribuição normal multivariada, a distribuição estável multivariada, a distribuição multinomial, a distribuição multinomial negativa, a distribuição hipergeométrica, e a distribuição elíptica.

## Distribuição acumulada
A distribuição de probabilidade conjunta para um par de variáveis aleatórias pode ser expressa em termos da sua  função de distribuição acumulada {\displaystyle F(x,y)=P(X\leq x,Y\leq y).}

## Função densidade ou função massa

### Discreta
O conjunto função massa de probabilidade de duas variáveis aleatórias discretas é igual a:
{\displaystyle {\begin{aligned}\mathrm {P} (X=x\ \mathrm {and} \ Y=y)=\mathrm {P} (Y=y\mid X=x)\cdot \mathrm {P} (X=x)=\mathrm {P} (X=x\mid Y=y)\cdot \mathrm {P} (Y=y)\end{aligned}}.}
Em geral, a distribuição de probabilidade conjunta de {\displaystyle n\,} variáveis aleatórias discretas {\displaystyle X_{1},X_{2},\dots ,X_{n}} é igual a:
{\displaystyle {\begin{aligned}\mathrm {P} (X_{1}=x_{1},\dots ,X_{n}=x_{n})&=\mathrm {P} (X_{1}=x_{1})\\&\qquad \times \mathrm {P} (X_{2}=x_{2}\mid X_{1}=x_{1})\\&\quad \qquad \times \mathrm {P} (X_{3}=x_{3}\mid X_{1}=x_{1},X_{2}=x_{2})\times \dots \times P(X_{n}=x_{n}\mid X_{1}=x_{1},X_{2}=x_{2},\dots ,X_{n-1}=x_{n-1})\end{aligned}}}
Esta identidade é conhecida como o regra da cadeia de probabilidade.
Uma vez que estas são probabilidades, temos, no caso de duas variáveis
{\displaystyle \sum _{i}\sum _{j}\mathrm {P} (X=x_{i}\ \mathrm {and} \ Y=y_{j})=1,\,}
que generaliza para {\displaystyle n\,} variáveis aleatórias discretas {\displaystyle X_{1},X_{2},\dots ,X_{n}} a seguinte forma:
{\displaystyle \sum _{i}\sum _{j}\dots \sum _{k}\mathrm {P} (X_{1}=x_{1i},X_{2}=x_{2j},\dots ,X_{n}=x_{nk})=1.\;}

### Contínua
O conjunto função densidade de probabilidade fX,Y(x, y) para variáveis aleatórias contínuas é igual a:
{\displaystyle f_{X,Y}(x,y)=f_{Y\mid X}(y|x)f_{X}(x)=f_{X\mid Y}(x\mid y)f_{Y}(y)\;}
…onde fY|X(y|x) e fX|Y(x|y) dão as distribuições condicionais de Y dado X = x e de X dado Y = y respectivamente, fX(x) e fY(y) dadas as distribuições marginais para X e Y respectivamente.
Novamente, uma vez que estas são as distribuições de probabilidade, temos
{\displaystyle \int _{x}\int _{y}f_{X,Y}(x,y)\;dy\;dx=1.}

### Mista
A "densidade conjunta mista" pode ser definida nos poucos casos em que uma variável aleatória X é contínua, mas a outra variável aleatória Y é discreta, ou vice-versa, como:
{\displaystyle {\begin{aligned}f_{X,Y}(x,y)=f_{X\mid Y}(x\mid y)\mathrm {P} (Y=y)=\mathrm {P} (Y=y\mid X=x)f_{X}(x)\end{aligned}}}
Um exemplo de uma situação em que pode-se desejar encontrar a distribuição acumulada de uma variável aleatória que é contínua e outra variável aleatória que é discreta surge quando se quer usar uma regressão logística para prever a probabilidade de um resultado binário Y condicionado ao valor de um resultado X distribuído continuamente. Deve-se usar a densidade conjunta "mista" quando encontrar a distribuição acumulada deste resultado binário por conta das variáveis de entrada (X, Y) serem inicialmente definidas de tal forma que não se pode atribuí-las coletivamente a uma função de densidade de probabilidade ou a uma função de massa de probabilidade.  Formalmente, fX,Y(x, y) é a função densidade de probabilidade de (X, Y) com respeito a medida de produto nos respectivos suportes de X e Y. Qualquer uma destas duas decomposições pode então ser utilizada para recuperar a função de distribuição acumulada conjunta:
{\displaystyle {\begin{aligned}F_{X,Y}(x,y)&=\sum \limits _{t\leq y}\int _{s=-\infty }^{x}f_{X,Y}(s,t)\;ds\end{aligned}}}
A definição generaliza a uma mistura de números arbitrários de variáveis aleatórias discretas e contínuas.

## Distribuição conjunta para variáveis independentes
Se para variáveis aleatórias discretas {\displaystyle \ P(X=x\ {\mbox{e}}\ Y=y)=P(X=x)\cdot P(Y=y)} para todo x e y, ou para variáveis aleatórias absolutamente contínuas {\displaystyle \ f_{X,Y}(x,y)=f_{X}(x)\cdot f_{Y}(y)} para todo x e y, então X e Y seriam independentes. Isso significa que a aquisição de qualquer informação sobre o valor de uma ou mais das variáveis aleatórias leva a uma distribuição condicional de qualquer outra variável que é idêntica a sua distribuição incondicional (marginal), assim nenhuma variável fornece qualquer informação sobre qualquer outra variável.

## Distribuição conjunta para variáveis condicionalmente dependentes
Se um subconjunto {\displaystyle A} de variáveis {\displaystyle X_{1},\cdots ,X_{n}} é condicionalmente dependente dado outro subconjunto {\displaystyle B} dessas variáveis, então a distribuição conjunta {\displaystyle \mathrm {P} (X_{1},\ldots ,X_{n})} é igual a {\displaystyle P(B)\cdot P(A\mid B)}.
Portanto, pode ser eficientemente representado pelas distribuições de probabilidade de menor dimensão {\displaystyle P(B)} e {\displaystyle P(A\mid B)}. Tais relações de independência condicional podem ser representadas com uma rede bayesiana.